# ムハンマド5世 (クランタン州)
ムハンマド5世（マレー語: Vسلطانمحمد）は、マレーシア・クランタン州のスルターン（在位：2010年9月13日 - ）。マレーシアの第15代国王（在位：2016年12月13日 - 2019年1月6日）。

## 退位
マレーシアの国王は各州スルタンの互選によって決定され、その任期は5年である。したがって2016年12月13日に即位したムハンマド5世の在位期間は、2021年12月12日までの予定だったが、2019年1月6日に、独立以来初めての退位を行った。
ムハンマド5世は、2018年11月初頭から二か月ほど療養していた。このこともあって、マレーシアでは任期途中で退位するとの臆測が一部で出ていた。なお、療養中にミス・コンテストでの優勝経験を持つロシア人女性と成婚したという噂が流れた（事実だった）。国王の休養には事前の理由説明が必要にもかかわらず、ムハンマド5世は規定を守らなかったため、職務を疎かにしたという批判を受けていた。一部報道によれば、別のスルターンから1月9日までに自主的に退位するよう迫られたという。
2019年1月24日、統治者会議によってパハン州のスルターン、アブドゥラが後継国王に選出された。

## 家族
2004年に旧パタニ王家の末裔と結婚したが、4年で離婚した。
療養中の2018年11月22日、モスクワ郊外のバルビカにあるコンサートホールで、「ミス・モスクワ2015」の優勝者であるオクサーナ・ヴォエヴォジナと結婚したとされる。なお、彼女に王族の称号「ダティン」を与えると王宮が発表している。2019年5月には男児が誕生したが、ムハンマド5世は6月22日に一方的に離婚を宣言した。